# Belisana fraser
Belisana fraser is een spinnensoort uit de familie trilspinnen (Pholcidae). De soort komt voor in Maleisië.